# Вымчук
Вымчук — река в России, протекает в Любимском районе Ярославской области. Устье реки находится в 8 км по правому берегу реки Шарна от её устья. Длина реки составляет 14 км. Сельские населённые пункты у реки: Плетенево, Мартьяново, Петрово; устье находится напротив деревни Федотово.

## Данные водного реестра
По данным государственного водного реестра России относится к Верхневолжскому бассейновому округу, водохозяйственный участок реки — Кострома от истока до водомерного поста у деревни Исады, речной подбассейн реки — Волга ниже Рыбинского водохранилища до впадения Оки. Речной бассейн реки — (Верхняя) Волга до Куйбышевского водохранилища (без бассейна Оки).
Код объекта в государственном водном реестре — 08010300112110000012946.